# توماس إيكيرت
توماس إيكيرت (بالإنجليزية: Thomas Eckert)‏ هو شخصية أعمال أمريكي، ولد في 23 أبريل 1825 في ساينت كليرسفيل في الولايات المتحدة، وتوفي في 20 أكتوبر 1910 في نيويورك في الولايات المتحدة.